# Movin’ Mobile
Movin’ Mobile – wydany w 2004 roku album Elvisa Presleya, składający się z koncertu (Afternoon Show) nagranego o 4:30 pm, 2 czerwca 1975 roku w Mobile w Alabamie. Elvis ubrany był w Indian Feather suit.   

## Lista utworów
1. "I Got a Woman – Amen"(tylko koniec)
2. "Love Me"
3. "If You Love Me"
4. "Love Me Tender" + false start
5. "All Shook Up"
6. "Teddy Bear – Don’t Be Cruel"
7. "Hound Dog"
8. "The Wonder of You" + false start
9. "Burning Love"
10. "Band Introduction"
11. "Johnny B. Goode"
12. "Drum Solo"
13. "Bass Solo"
14. "Piano Solo"
15. "School Days"
16. "T-R-O-U-B-L-E" (niekompletyny)
17. "I’ll Remember You
18. "Why Me Lord"
19. "Let Me Be There" + reprise
20. "American Trilogy"
21. "Funny How Time Slips Away" + reprise
22. "Little Darlin'"
23. "Mystery Train - Tiger Man"
24. "Can’t Help Falling in Love" - Closing Vamp (częściowo)

## Bonus
1. "Let Me Be There" (stereo) – 21 marca 1976 r. Cincinnati, Ohio.